# Europeiska politiska gemenskapen

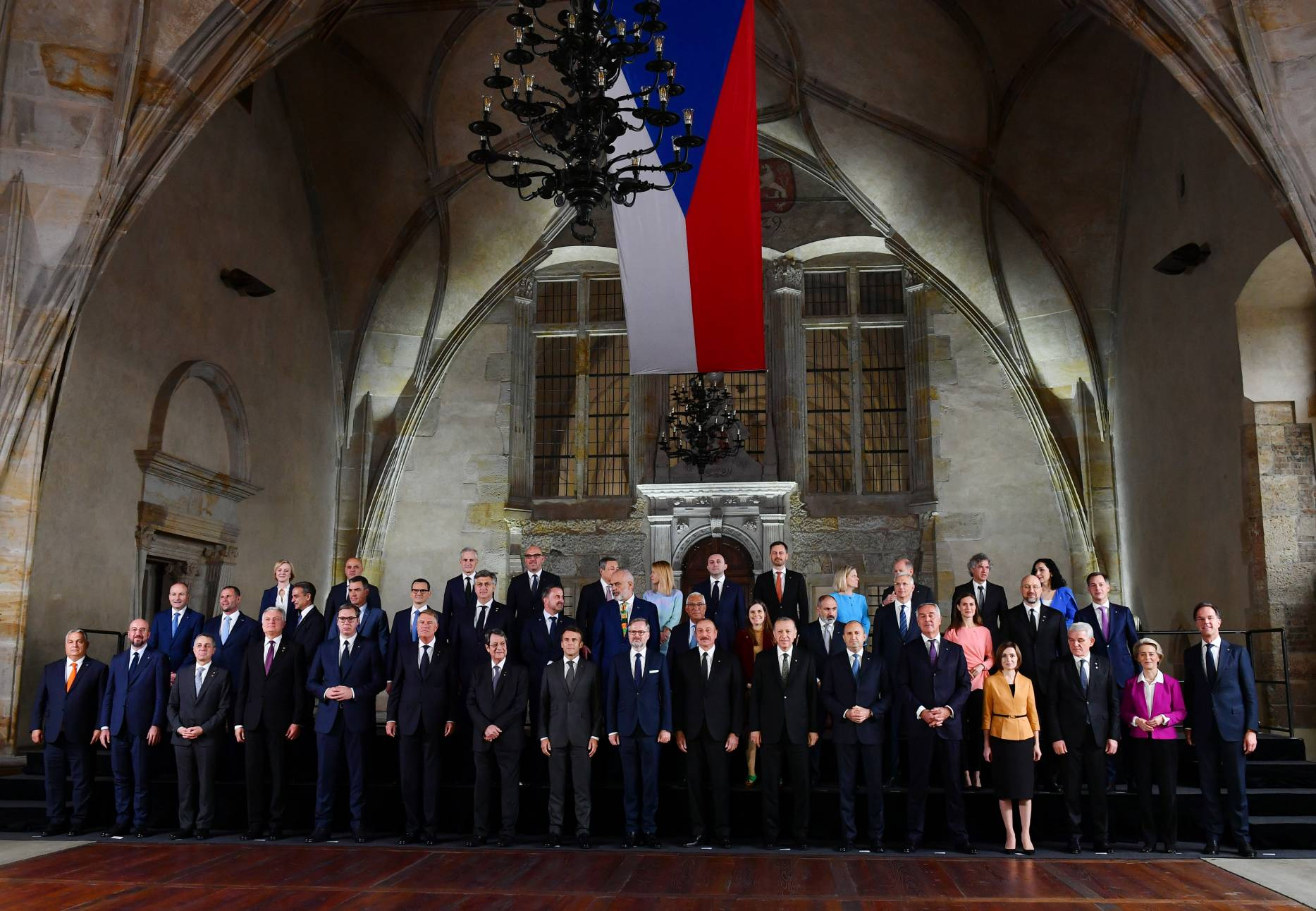
Det första mötet i Prag, Tjeckien, den 6 oktober 2022.

Europeiska politiska gemenskapen (EPG) är sedan oktober 2022 ett forum för diskussion mellan stats- eller regeringscheferna för de demokratiska länderna i Europa. Syftet är att främja politisk dialog och politiskt samarbete och stärka säkerheten, stabiliteten och välståndet i Europa. Det första mötet inom EPG hölls i Prag, Tjeckien, den 6 oktober 2022 mot bakgrund av Rysslands invasion av Ukraina 2022. Ett andra möte hölls i Moldavien den 1 juni 2023. Ytterligare möten har hållits i Spanien och Storbritannien.
Samtliga länder inom Europarådet (inklusive samtliga medlemsstater inom Europeiska unionen) deltar i EPG. EPG är inte ett beslutande organ, utan en informell sammanslutning som är tänkt att utgöra ett forum för diskussion mellan Europas demokratiska ledare.

## Deltagande länder
Totalt 47 länder deltar i Europeiska politiska gemenskapen, inklusive samtliga medlemsstater inom EU.

- Albanien
- Armenien
- Andorra
- Azerbajdzjan
- Belgien
- Bosnien och Hercegovina
- Bulgarien
- Cypern
- Danmark
- Estland
- Finland
- Frankrike
- Georgien
- Grekland
- Irland
- Island
- Italien
- Kosovo
- Kroatien
- Lettland
- Liechtenstein
- Litauen
- Luxemburg
- Malta
- Moldavien
- Monaco
- Montenegro
- Nederländerna
- Nordmakedonien
- Norge
- Polen
- Portugal
- Rumänien
- San Marino
- Schweiz
- Serbien
- Slovakien
- Slovenien
- Spanien
- Storbritannien
- Sverige
- Tjeckien
- Turkiet
- Tyskland
- Ukraina
- Ungern
- Österrike

### Storbritanniens deltagande
Storbritannien, som lämnade EU den 1 februari 2020, deltog i EPG med viss motvilja vid det första mötet i oktober 2022. Den brittiska regeringen krävde dock att mötet skulle tona ned alla kopplingar till EU, till exempel genom att inte ha några EU-flaggor vid evenemanget eller låta EU-ledarna Charles Michel och Ursula von der Leyen inta en ledande roll vid mötet. Den brittiska regeringen ville även att EPG:s namn skulle ändras till ”Europeiska politiska forumet” för att inte förväxlas med de tidigare Europeiska gemenskaperna och förslaget om bildandet av en europeisk politisk gemenskap från 1950-talet, något som dock inte hörsammades.